# Vršovický mlýn
Vršovický mlýn je zaniklý vodní mlýn v Praze 10, který stál v areálu zaniklé vršovické tvrze a pivovaru na potoce Botič, v místech parkoviště západně od stadionu Bohemians.

## Historie
Vodní mlýn je zmíněn roku 1665 jako součást Vršovic společně s dvorem a pivovarem, mezi kterými stál; při zadávání čísel popisných přijal č.p 3 (dvůr č.p. 1 a pivovar č.p. 2).
20. dubna 1752 jej koupil vršovický mlynář Václav Zbouřík; ve smluvě je uvedeno že je mlýn „od kamene vystaven, střechou šindelní pokrytý a má 3 složení k melivu s 2 stoupami pro dělání krup“. Při prodeji roku 1772 za něj nový mlynář zaplatil 2000 rýnských zlatých, roku 1852 stál  nového majitele již 14300 zlatých.
Mlýn byl zbořen ve 2. polovině 20. století společně s pivovarem a tvrzí a na jejich místě bylo vybudováno parkoviště. Zbytky mlýnských náhonů byly objeveny sondami v roce 2001 při zjišťovacím archeologickém výzkumu.

## Popis
Mlýn měl původně dvě složení na kolo postavené na svrchní vodu. Voda na něj vedla z jihu náhonem a poté se strouhou vracela zpět do potoka. Při mlýně byla také ovocná zahrada.